# Sosnowice (powiat kamieński)
Sosnowice (w latach 1941-46 Heinrichshof) – osada w północno-zachodniej Polsce, położona w województwie zachodniopomorskim, w powiecie kamieńskim, w gminie Golczewo.
W Sosnowicach jest cmentarz wojenny ofiar obozu jenieckiego mieszczącego się w tej miejscowości. 

## Historia
W czasie II wojny światowej na terenach obecnej wsi na terenie zwanym dawniej Golczewo-Gaj, za linią obecnie nieczynnej kolejki wąskotorowej, powstał obóz jeniecki Heinrichshof. Byli tam początkowo, od 1941 roku, przetrzymywani jeńcy radzieccy. Jeńcy Ci wybudowali pięć betonowych, podziemnych pomieszczeń, każde o wymiarach około 22x150 m, dwa schrony o wymiarach 22x22 m oraz 12 baraków. Wybudowano tam również betonowe drogi, które przetrwały w dobrym stanie do dzisiaj. Wiele Rosjan zmarło tam na tyfus, a ich zwłoki chowano w wykopanych koło torów kolejki dołach. Pozostałych Rosjan prawdopodobnie zamordowano. Nieliczni polscy świadkowie, którzy później opowiadali o swoim pobycie w obozie sosnowickim, wspominali, że gdy tam trafili, Rosjan już nie było. Byli natomiast Francuzi, a później także żołnierze włoscy. W Sosnowicach zginęło około 300 jeńców i więźniów. Hitlerowcy urządzili w Sosnowicach miejsce nie tylko pracy przymusowej, ale i kaźni. Jednak o obozie w Sosnowicach brak informacji w monografiach o obozach hitlerowskich. Obóz pracy przymusowej, działał w latach 1941-1945. Mężczyźni i kobiety z różnych narodowości, w tym Białorusini, Chorwaci, Francuzi, Holendrzy, Jugosłowianie, Rosjanie, Ukraińcy, Włosi i Polacy, jako robotnicy przymusowi, pracowali w pobliskich zakładach renowacji amunicji, przede wszystkim artyleryjskiej. 

Współczesna wieś powstała po zakończeniu II wojny światowej. W roku 1946 nazwa przemianowana została na Sosnowice i do reformy administracyjnej w roku 1999 miejscowość położona była w województwie szczecińskim. Gmina Golczewo utworzyła jednostkę pomocniczą "Osiedle Golczewo", które obejmuje miejscowości: Golczewo, Golczewo-Gaj i Sosnowice. Mieszkańcy tych trzech miejscowości na zebraniu ogólnym wybierają zarząd osiedla oraz jego przewodniczącego.